# Vízhnitsia
Vízhnitsia (en ucraniano: Вижниця) es una ciudad ucraniana perteneciente al óblast de Chernivtsí. Situada en el oeste del país, es el centro del raión de Vízhnitsia y del municipio (hromada) homónimo.

## Toponimia
En todos los idiomas de importancia local, la ciudad se conoce con el nombre de Vízhnitsa (en ruso: Вижница; en polaco: Wyżnica; en rumano: Vijnița) o Wischitz (en alemán: Wischnitz; en yidis: וויזשניץ‎). 

## Geografía
Vízhnitsia se encuentra a orillas del río Cheremosh, 32 km al suroeste de Váshkivtsi y 53 km al oeste de Chernivtsí. La ciudad se encuentra al norte de la región de Bucovina.

## Historia
Aunque la ciudad probablemente ya fue mencionada en 1158, la primera mención inequívoca se remonta a 1501 en una crónica moldava del voivoda Esteban III de Moldavia. De 1514 a 1574 el lugar estuvo ocupado por los turcos, después de lo cual perteneció al principado de Moldavia hasta 1774. De 1774 a 1918 formó parte del Imperio austríaco (desde 1849 parte de la tierra del ducado de Bucovina).
A finales del siglo XVIII, la silvicultura era un factor económico importante en la ciudad y en 1855 la ciudad se convirtió en la sede de un kreis. La inauguración del ferrocarril local Nepolokoutz-Wiznitz el 7 de julio de 1898, que tenía su terminal en la ciudad, fue importante para el desarrollo económico. Los abusos de la administración de Bucovina en materia de explotación forestal provocaron el descontento entre los lugareños en el siglo XIX. Parte de la población se retiró a las montañas para luchar contra el dominio austriaco liderados por Lukian Kobilitsa.
En la ciudad de Vijnița se ha establecido una comunidad judía desde el siglo XVII. Los judíos de Bucovina recibieron derechos políticos a partir de 1848. En el judaísmo, la ciudad es conocida por haber sido el centro original de la secta jasídica de Vizhnitz.
Hasta la Primera Guerra Mundial la ciudad se llamaba Wischnitz y formaba parte del Imperio austrohúngaro. En 1918, Vízhnitsia fue brevemente parte de la República Popular de Ucrania Occidental antes de convertirse en parte del reino de Rumania y del distrito de Storojineț, siendo una ciudad fronteriza con Polonia. Entre 1930 y 1944 hubo un puente de madera combinado de ferrocarril y carretera sobre el entonces río fronterizo Cheremosh hasta la entonces ciudad hermana polaca de Kuty. 
Después del comienzo de la Segunda Guerra Mundial en 1939, el gobierno polaco y un gran número de soldados y civiles comenzaron su exilio a través de este paso fronterizo. En 1940 Vízhnitsia recibió los derechos de ciudad. Como resultado del pacto Ribbentrop-Mólotov y la anexión de Bucovina del Norte el 28 de junio de 1940, Vízhnitsia pasó a formar parte de la República Socialista Soviética de Ucrania dentro de la Unión Soviética. La comunidad judía de la ciudad fue diezmada en el Holocausto ocurrido durante la ocupación germano-rumana y la mayoría de los supervivientes no regresaron, pero la floreciente comunidad jasídica de Vizhnitz en Israel y Estados Unidos sigue manteniendo el nombre.
A finales de los años 1960 y principios de los 1970, Vízhnitsia era el centro de una floreciente escena musical en lengua ucraniana que era reconocida en toda la Unión Soviética. El palacio de cultura local era famoso por sus fiestas con música pop occidental ilegal y atraía a jóvenes de lugares tan lejanos como Chernivtsí. Volodímir Ivasiuk fue nombrado visitante habitual de estas fiestas. Allí se hizo amigo del músico Levko Dutkivskiy y a partir de ahí, Dutkivskiy fundó VIA Smerichka, con más tarde Nazariy Yaremchuk y Vasyl Zinkevych como cantantes principales. Smerichka se convirtió en uno de los grupos más famosos de Ucrania en ese momento, actuando en Pesnya goda dos veces y ganando Allo, my ishchem talanty! (¡Hola, estamos buscando talentos!) en 1972, uno de los primeros programas de talentos de la televisión soviética.
En 2011 se construyó aquí un puesto de control de seguridad.

## Demografía
La evolución de la población de Vízhnitsia entre 1895 y 2022 fue la siguiente:
| 4165                                                          | 3799 | 3768 | 4528 | 5140 | 5708 | 5021 | 4285 | 4207 | 3803 |
| (Fuente: Cities & Towns of Ukraine y UKRAINE: Größere Städte) |      |      |      |      |      |      |      |      |      |

Según el censo de 2001, la lengua materna de la mayoría de los habitantes, el 95,02%, es el ucraniano; del 4,47%, el ruso. La mayoría de la población son ucranianos, principalmente a los hutsules. 
En el censo de 1930, el 70,17% de los habitantes eran judíos; el 15,76%, rutenos; el 6,68%, rumanos; el 5,08%, polacos; y alemanes, el 1,81%. En cuanto a la religión, el 70,17% de la población eran judíos, el 18,84%, ortodoxos; el 6,73% eran católicos romanos y el 3,44%, católicos bizantinos.

## Personas ilustres
- Otto Preminger (1905-1986): director de cine estadounidense de películas como Éxodo.

## Galería

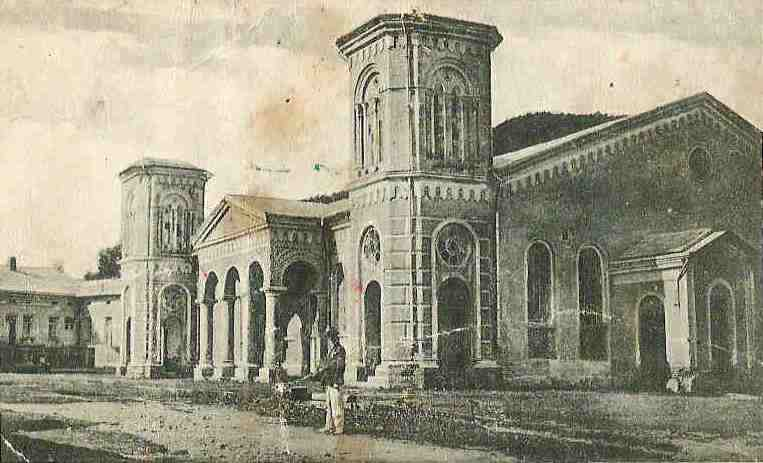
Antigua sinagoga de Wischnitz
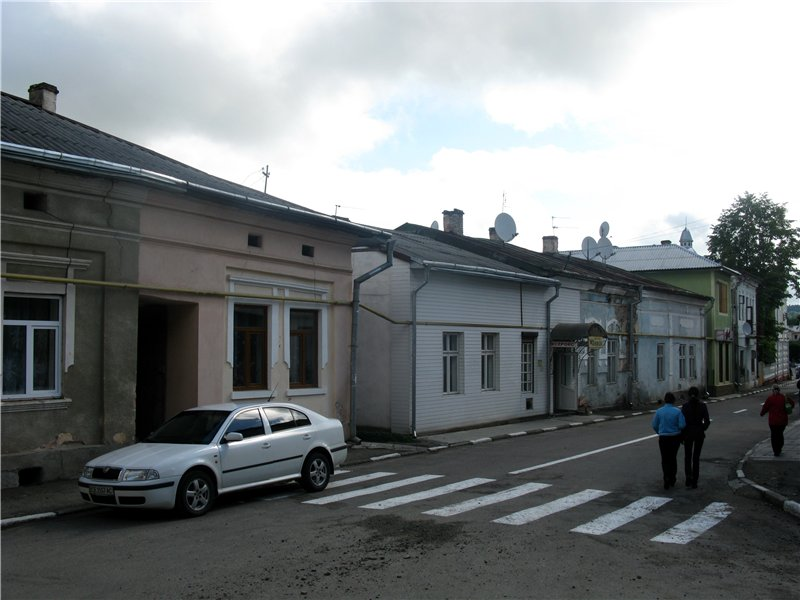
Casco antiguo de Vízhnitsia
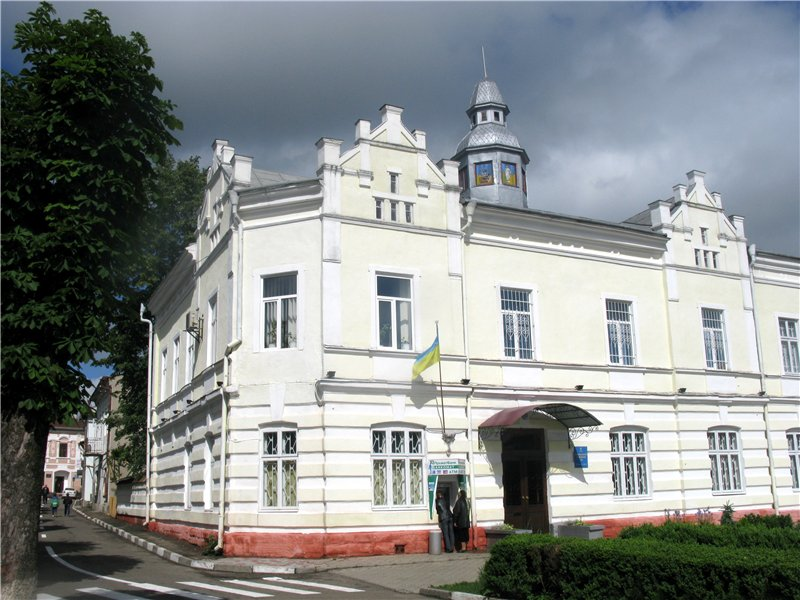
Ayuntamiento de Vízhnitsia
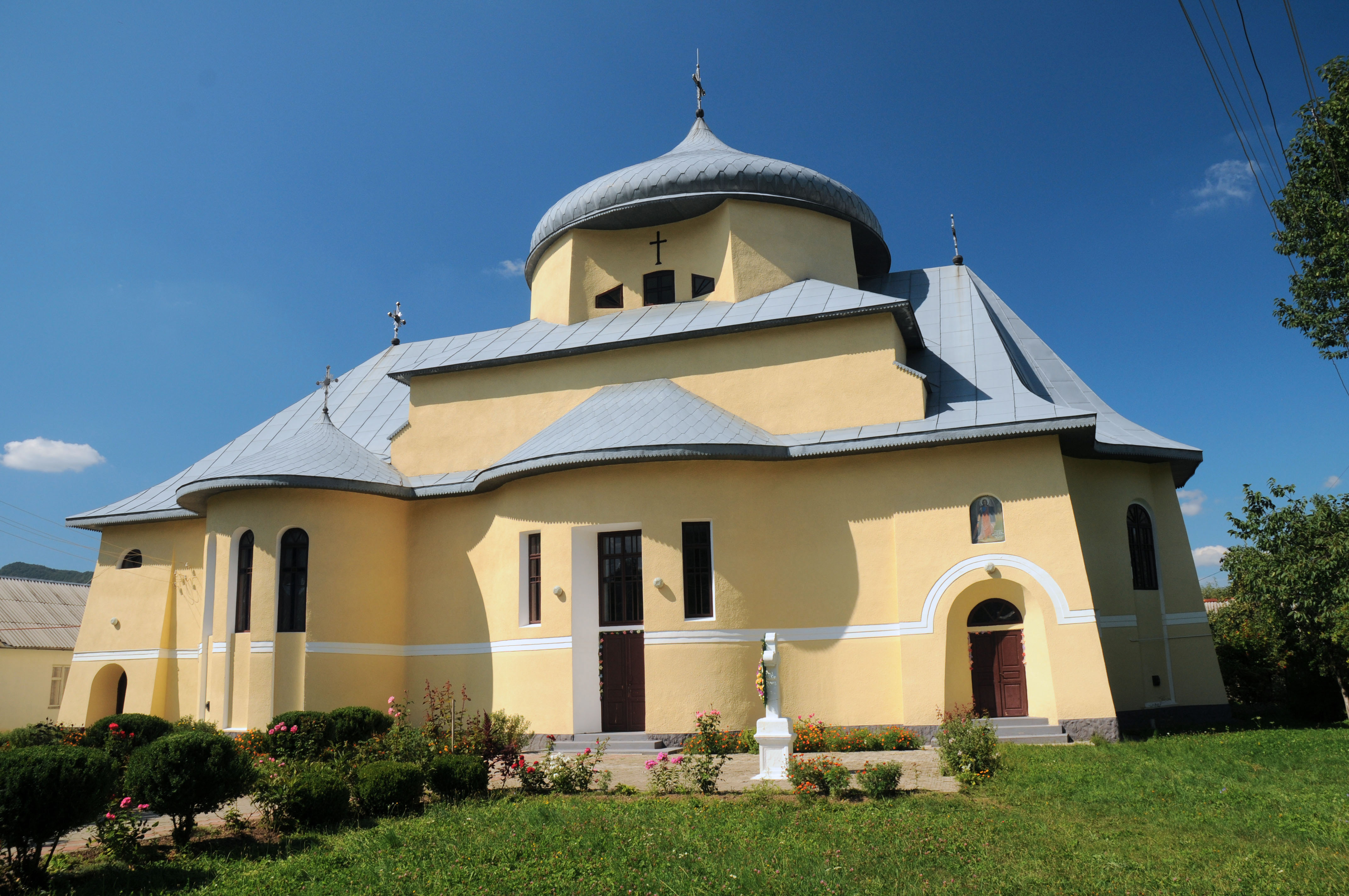
Iglesia de San Miguel
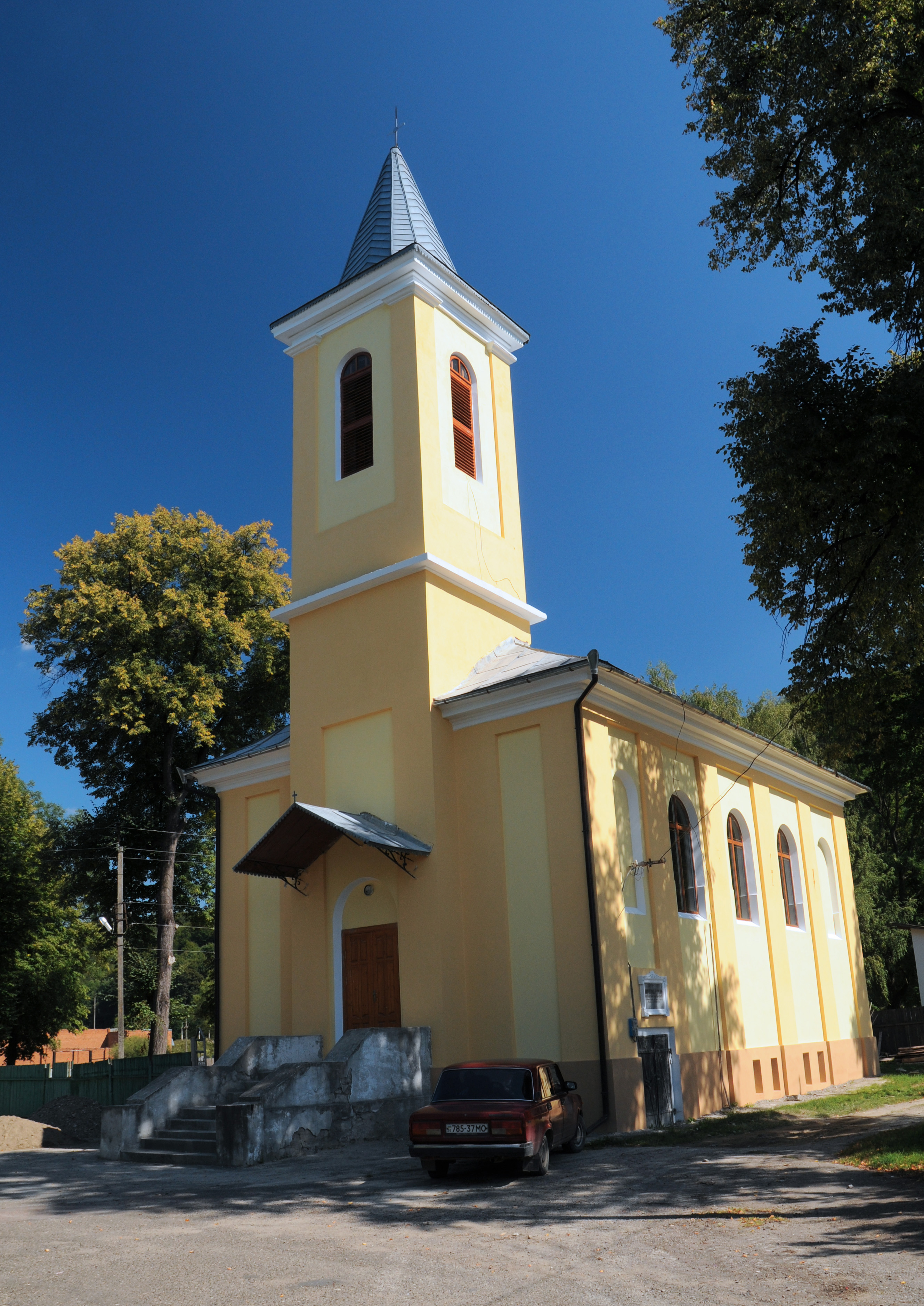
Iglesia católica de Santos Pedro y Palo
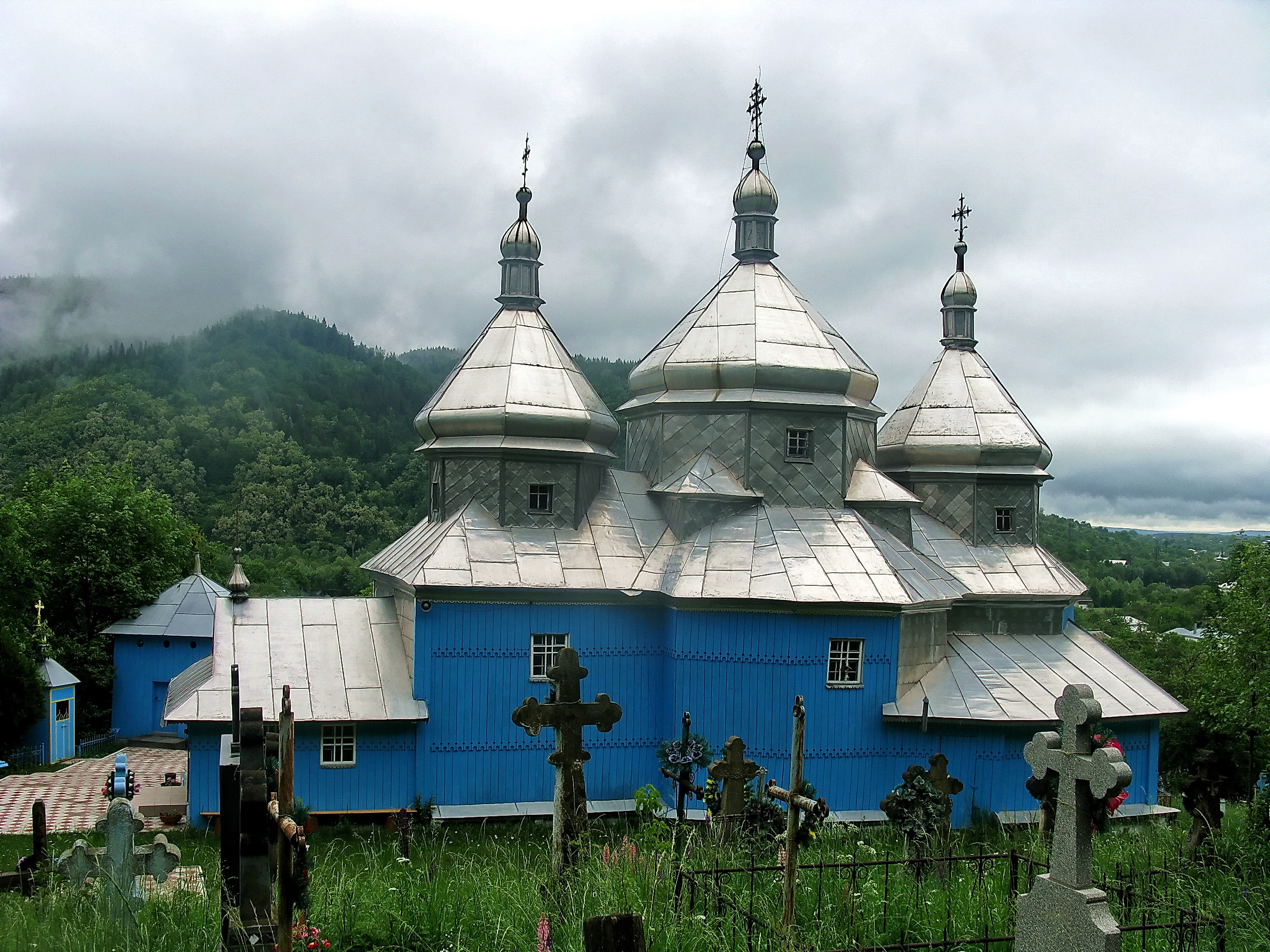
Iglesia de San Demetrio